# Lovinobaňa
Lovinobaňa (węg. Lónyabánya) – wieś (obec) na Słowacji położona w kraju bańskobystrzyckim, w powiecie Łuczeniec. Pierwsze wzmianki o miejscowości pochodzą z roku 1336. 
Według danych z dnia 31 grudnia 2012, wieś zamieszkiwało 2166 osób, w tym 1122 kobiety i 1044 mężczyzn.
W 2001 roku rozkład populacji względem narodowości i przynależności etnicznej wyglądał następująco:
- Słowacy – 96,66%
- Czesi – 0,39%
- Morawianie – 0,05%
- Romowie – 2,42%
- Węgrzy – 0,29%

Ze względu na wyznawaną religię struktura mieszkańców kształtowała się w 2001 roku następująco:
- Katolicy rzymscy – 55,08%
- Grekokatolicy – 0,15%
- Ewangelicy – 30,75%
- Ateiści – 11,36%
- Nie podano – 1,26%